# ベルナール・ギー

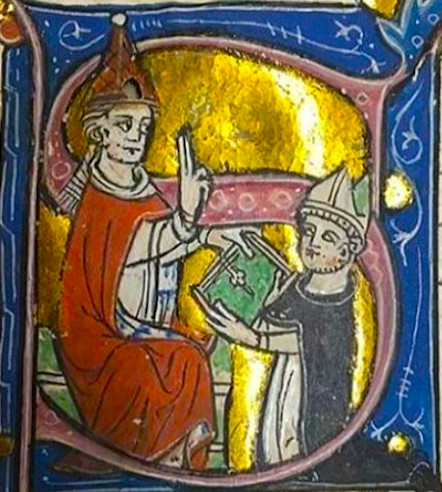
ベルナール・ギーとヨハネス22世

ベルナール・ギー（Bernard Gui、1261年/1262年 – 1331年12月30日）は、フランス出身の修道士、異端審問官。名前の綴りについては、Bernardo Gui、もしくは、ラテン語でBernardus Guidonis（ベルナルドゥス・グイドーニス）と書かれることもある。『異端審問の実務』という本を書いたことで知られている。

## 人物
- ウンベルト・エーコが書いた小説『薔薇の名前』にも登場する。
- 上記の小説やそれを基にした映画などでは、異端者をすぐに火あぶりや拷問にかける冷血漢として描かれているが、実際にはそうではない。生涯裁いた637件の異端審問の中で、火刑に処したのは40人しかいない。また、拷問の適用の中止を自身の著書に書いたり、十数年前に拷問で自白させて判決を下した自身の異端審問を、自身で無効であると申し出ている。ここからも、拷問という行為に賛同していないことが分かる。
- 記録の収集や、その編集をライフワークとしており、その生涯の中で、15冊もの本を書いている。

## 来歴

### 青年期
ベルナール・ギーは、1260年代初頭に、フランス中南部のリムーザン地方（現在のオート＝ヴィエンヌ県）で生まれる。生まれた年については、1261年か1262年のどちらかだといわれているが、正確な年は判明していない。13歳か14歳頃に、ドミニコ会修道院に入る。18歳にして、修道誓願をたててドミニコ会の会士となる。23歳のときに、ブリーヴ僧院の倫理学講師となる。その後、モンペリエで神学を学び、南フランスに点在する僧院の神学の助教を務めた。

### 僧院院長時代
1294年にはアルビ僧院で神学を教えるまでになった。翌1295年には、アルビ僧院の院長になった。その後、1307年までにカルカッソンヌ、カストル、リモージュの僧院の院長を歴任した。アルビとカルカッソンヌ（1297年-1301年在籍）は、当時でも反異端審と反ドミニコ会の動きがあり、ギーは自身の本の中で、人生において最も苦しいときだったと書いている。アルビやカルカッソンヌにおける反ドミニコ会の動きが鎮圧された件については、自身の本である『トゥールーズ管区説教僧団諸僧院の歴史』の中で、反ドミニコ会の人間達に対して辛辣な表現で批判している。基本的に事実を淡々と書くのが持ち味のギーであったが、この記録に関しては珍しく感情を表に出して文を書いている。なお、1295年から1307年までの院長の歴任時代に、僧団の歴史をまとめた本を書き、ドミニコ会僧長に献呈した。

### 異端審問官時代
1307年に異端審問官に任命される。1308年3月に自身初の異端審問を行う。1323年6月に最後の判決を出し、異端審問官の任を終えた。1692年にフィリップ・リンボルクが公刊した『トゥールーズ判決集』によれば、ギーは生涯で907人に対し判決を下した。その内で刑罰は、巡礼が17、十字架着用136、火刑41、生きていれば終身刑17、生きていれば火刑3、死骸の焼き棄て52、死骸の焼き棄て及び家屋の破壊14、掘り出されたまま3、不在において有罪宣告40、十字軍への参加1その他1である。刑罰の減刑は十字架を外す許可135、牢獄からの釈放及び十字架着用139である。投獄に関しては、「狭き壁」と「緩やかな壁」の2種類があり、狭き壁の判決が31、緩やかな壁の判決が268、緩やかな壁及び家屋の破壊の判決は8である。ギーは、自身の異端審問官としてのキャリアの終わりごろの1323年頃に、『異端審問の実務』という本を書いた。

### 司教時代
異端審問官の任を解かれた後は、トゥイの司教に叙任された。しかし、実際にはアヴィニョンの教皇庁に勤めていた。この間に、ギーは自身の著作をヨハネス22世に献呈している。1324年7月にロデーヴの司教に転任を命じられ、10月7日に着任した。ロデーヴは異端とされたベガン派への弾圧やそれに伴う司教区内の協会の統制が緩んでいたため、荒廃していた。着任後は司教区内で様々な改革を実施した。着任するとすぐに、司教区内を視察して回り、市民の要求した執政制を拒否した。そして翌1325年に司教区会議で聖職者の規則を細かく定め、3月24日にはサン・ジュニエス墓地に14歳以上の男子940人を招集して服従を誓わせた。また、高等法院からマラパーガ使用権（収監権）を獲得し、司教による債務者の人身拘束を可能とした。加えて、昔に授与された特許文書を理由に司教区内での国王課税の中止をフィリップ6世に訴え、これに成功している。この間に、ギーは通称「緑表紙本」と呼ばれ全5巻からなる『ロデーヴ教会文書集』をまとめた。最初の4巻は土地財産や特権に関する書類をまとめたもので、第5巻は権利の書と名づけられ、国王の発行した証書や彼の特許状やロデーヴ教会の歴史が書かれている。このように、教会を中心とした秩序の形成に努めた。しかし、問題もあった。ギーはハンセン病患者の迫害に加担し、無実の罪で彼らの財産を差し押さえたことがあった。これについては、後に国王の命令で復権と財産の回復が命じられた。
1331年12月30日に、ロデーヴ司教のまま死亡。遺体はリモージュの説教僧院に葬られた。この死去について、『ベルナール・ギー猊下略伝』によれば、ギーの死亡前日に、リモージュの会堂に不思議な光が出現し、大祭壇で消え、その翌日にギーが死んだ知らせが届いたという。この本自身は、ギーの甥であるピエール・ギーが書いたと考えられており、かなりの誇張が含まれていると言われている。

## 著書

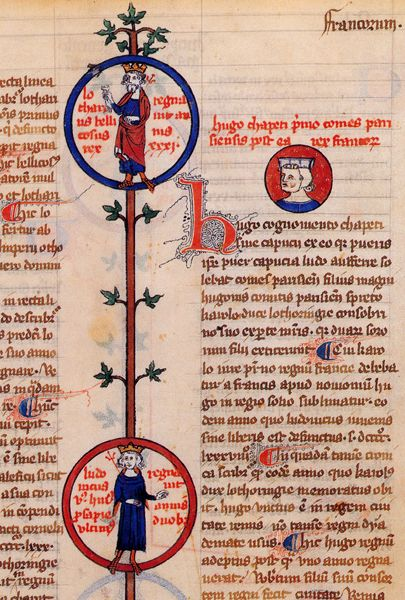
ギーが書いた『フランス王系譜』に載せられたフランス国王の血統図

- 歴代ロデーヴ司教誌
- ロデーヴ司教区の現状
- トゥールーズ管区説教僧団諸僧院の歴史
- ロデーヴ司教区教会会議決議集
- 異端審問の実務
- トゥールーズ判決集
- ロデーヴ教会文書集（1324年頃）
- ローマ教皇一覧
- ローマ皇帝一覧
- フランス王年誌
- フランス王系譜
- 信仰箇条小論
- 聖徳の鏡
- 年代記の華

など。

### 日本語
- 渡邊昌美『異端審問』講談社〈講談社現代新書〉、1996年7月20日第1刷発行。

### 外国語
- P.A.Amargier(éd.), Bernard Gui, De fundatione conventum Tolosanae Ordinis Praedicatorum. Roma, 1961.
- G. Mollat(éd. et trad.), Manuel de l'Inquisiteur de Bernard Gui. 2 vols. Paris, 1964.
- Bernard Gui et son monde, Cahiers de Fanjeaux no 16 (1981, réédité en 1995), Privat, Toulouse ISBN 2708934155 .
- Anne-Marie Lamarrigue, Bernard Gui, 1261-1331 : un historien et sa méthode, Honoré Champion, Paris, 2000 ISBN 2745302035.